# Urgleptes humilis
Urgleptes humilis là một loài bọ cánh cứng trong họ Cerambycidae.